# Hess Mountain (Alaska)

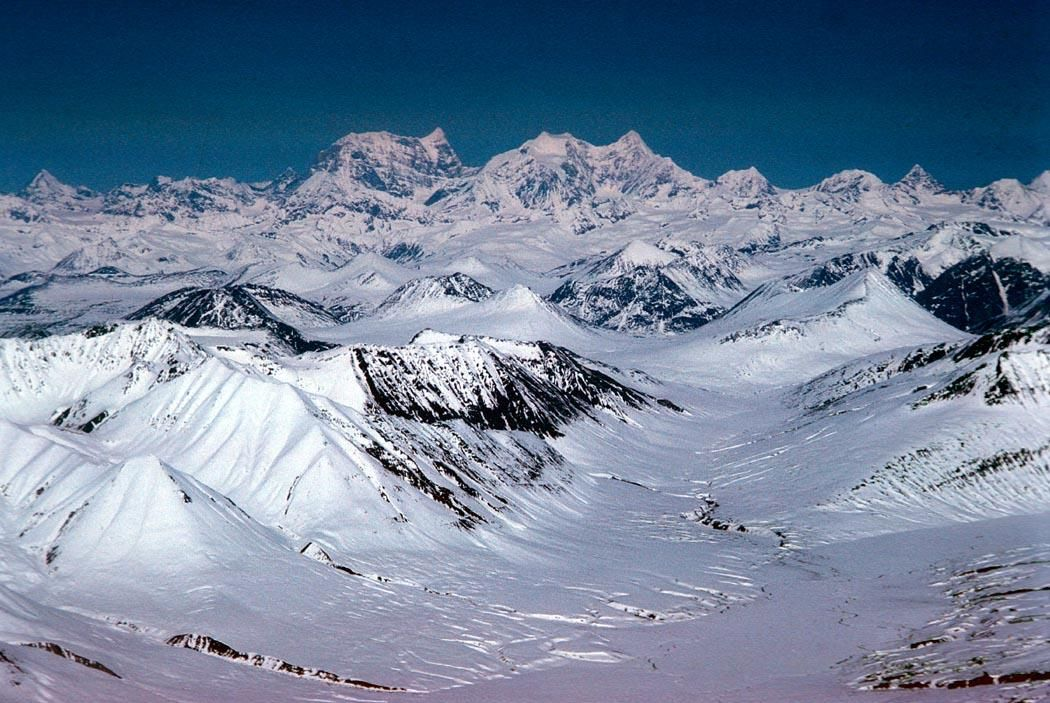
Blick von Süden, links Mount Deborah, rechts Hess Mountain

Der Hess Mountain, früherer Name Mount Hess, ist ein 3639 m hoher Berg in der Alaskakette in Alaska (USA). Er gehört zu den höchsten Bergen in der Hayes Range. Der Bergname wurde von D. C. Witherspoon vom U.S. Geological Survey (USGS) gemeldet und 1912 veröffentlicht. Hess Mountain und der 4,5 km weiter westlich gelegene Mount Deborah sind als die Cathedral Peaks bekannt.

## Geografie
Der Berg befindet sich im östlichen Teil der Alaskakette, 91 km ostnordöstlich von Cantwell sowie 95 km ostsüdöstlich von Healy. 
Neben dem Hauptgipfel gibt es noch den 3591 m hohen knapp 1,9 km südwestlich gelegenen Südgipfel (⊙). Vom Südgipfel führt ein Berggrat zum benachbarten Mount Deborah. An der Nordflanke befindet sich der Gillam-Gletscher, an der Südflanke der West-Fork-Gletscher.

## Besteigungsgeschichte
Am 24. Mai 1951 gelang Alston Paige, Dick Holdren, Elton Thayer, Ed Huizer und Howard Bowman die Erstbesteigung des Hess Mountain. Sie wurden von einem Flugzeug am Portage Creek, ein linker Nebenfluss des West Fork Little Delta River, etwa 30 km nördlich des Hess Mountain, abgesetzt. Von dort gelangten sie über einen Zweitagesmarsch zum Gillam-Gletscher. Anschließend kletterten sie die Nordflanke zwischen Mount Deborah und Hess Mountain aufwärts und erreichten über einen Sattel schließlich den Hauptgipfel des Hess Mountain. Der Rückweg erfolgte über die Aufstiegsroute.